# Pedro Osório
Pedro Osório egy község (município) Brazíliában, Rio Grande do Sul államban. 2022-ben népességét 7484 főre becsülték.

## Története
A település (a mai községközpont) 1872-ben kezdett kialakulni Jaguarão község területén, a Piratini folyó jobb partján. Története során számos különböző nevet viselt: Santa Cruz, Paraíso, Ivo Ribeiro, Olimpo. 1938-ban kerületi rangra emelték Olimpo néven. Mai nevét Pedro Luís da Rocha Osório ezredes (1854–1931) tiszteletére kapta, akinek földbirtokai voltak a környéken, halála után pedig özvegye a földet és a vagyont a településnek adta középületek építéséhez, azzal a feltétellel, hogy az új község a néhai férjéről kapja a nevét. 1959-ben függetlenedett Canguçu és Arroio Grande községektől, és önálló községgé alakult. Az itt áthaladó Rio Grande–Bagé vasútvonal nagyban hozzájárult a vidék fejlődéséhez.

## Leírása
Székhelye Pedro Osório, további kerületei nincsenek. A községközpont tengerszint feletti magassága 31 méter, távolsága Porto Alegretől 255 kilométer. Híres görögdinnye-termesztéséről, minden év februárjában megrendezik az Expofesta Regional da Melancia fesztivált, amelyen 2020-ban 30 000 ember vett részt.